# Rádzsa-jóga
A rádzsa-jóga (szanszkrit: राजयोग szó szerint: királyi jóga) kifejezésnek több jelentése lehet a szövegkörnyezettől függően. A szanszkrit szövegekben általában mint jóga céljára utal (ami legtöbbször a szamádhi) és nem mint módszert, vagy jógafajtát ennek elérésére.
Dhjána-jógának vagyis a meditáció útjának is nevezik, mert legfontosabb gyakorlata az elmélyülés és az önuralom.
A Rádzsa-Jóga a jóga egész rendszerét és teljes tartalmát feltáró, eredményeit összegező tan, a többi jóga-módszert is magában foglalja. Ezekre is utal, gyakorlatai útján többé-kevésbé alkalmazza is valamennyit, de előzetes lépcsőfokoknak tekinti őket. A Rádzsa-Jóga, a „királyi út", az „uralom útja", a kibontakozás legmagasabb rendű eszközének az elmét tekinti, hogy az értelem vezetésével ezt tisztultabb állapotba emelje és elérje a közvetlen megismerést, a lényegek átélését. 
A Hatha-Jóga nem valami különálló, független rendszer. Lehet vele külön is foglalkozni, de a hindu felfogástól távol áll az a szempont, amely elegendőnek tartja a jógagyakorlatoknak pusztán a testre való hatását felhasználni. A Hatha-Jóga csak akkor tölti be feladatát igazán, ha a fejlődést a nagy cél felé tereli. Enélkül csak nagyszerű testedzés, bámulatos lehetőségeket rejtő gimnasztika, a test befolyásolására és a zavaros testi működések kiegyensúlyozására kiválóan alkalmas eljárás, de nem több. Szvámi Vikékánanda így fogalmazott: „Az olyan ember, akinek a teste erős és egészséges, de szellemét nem fejlesztette ki, végtére sem több, mint egy egészséges állat".
A Jóga szó valódi értelmében adva van a célkitűzés: az erők egyesítése a nagy eggyé-válás elérésére, a létünk gyökerét jelentő önvaló átélésére.
A jóga tudománya réges-régi időkből származik, és tanítók és tanítványok töretlen hagyományvonalán keresztül öröklődött nemzedékről nemzedékre. A rádzsa jóga célja a test és az elme feletti tökéletes uralom.
Patandzsali jóga-rendszerezésében, a Jóga-szútrákban mint nyolcfokú jóga jelenik meg, amelyet astánga jógának is neveznek.

## Nyolcfokú jógaként
A Rádzsa-Jóga útja az Én legyőzése, az önmagunkon aratott teljes diadal, a szó legteljesebb értelmében vett önuralom. 
Ebben a Jógában nincs küzdelem sem az életerővel, sem a fizikai testtel. A Jógi nyugodtan ül, figyeli az elmét, és elcsendesíti a fel-feltörő gondolatokat. Lenyugtatja elméjét, megfékezi a gondolathullámokat, és belép az Aszamprajnata Szamádhi gondolatmentes állapotába. Ezért Rádzsa-Jóga a neve. S bár a Rádzsa-Jóga egy dualisztikus elmélet, amely külön kezeli a Prakritit és Purusát, végső soron mégis segíti a tanítványt az Advaita egységélményének megtapasztalásában. Jóllehet külön említi a Purusát, végül a Purusa eggyé válik a legmagasabb rendű ÉNnel, Brahmannal.
A Rádzsa Jóga a szenvedésből a szabadságba vezető királyi út. Foglalkozik a négy nagy alapelvvel: a szenvedéssel, annak okozójával, a szenvedéstől való megszabadulással és annak eszközeivel. A Rádzsa-Jóga által megfogalmazott módszerek gyakorlása az összes szenvedés megszüntetéséhez és a végtelen üdvösség eléréséhez vezet.
A Rádzsa Jógát nyolclépcsős Jógának is nevezik. A nyolc lépcső:
(1) Jama (Az öt etikai előírás): 
erőszakmentesség, nem-ártás (ahimsza),
igazmondás és igazságosság (szatja),
a tulajdon tisztelete (asztéja),
önmegtartóztatás, önfegyelmezés (brahmacsarja),
birtoklásmentesség (csak a létfenntartáshoz szükséges dolgok megtartása – aparigraha).
(2) Nijama (Az öt erény): 
a (külső és belső) tisztaság (saucsa),
a megelégedettség (szantósa),
az önfegyelem (tapasz),
öntanulmányozás és önnevelés a szent iratok tanulmányozása által (szvádhjája),
Isten iránti teljes odaadás (ísvara-pradhána).
(3) Ászana: Különféle testhelyzetek, testtartások. A Jóga tanainak feltárói és tapasztalt művelői jól ismerték az emberi testet, a szervezet minden porcikáját és működését; az ülésmódok és testtartások tudatosan befolyásolják a testet, bizonyos szervekre, vagy bizonyos idegközpontokra hatnak ki. Nem mindegy, hogy adott esetben melyik ászana alkalmas. Az ászanák megnyitják az energiacsatornákat és a pszichikus központokat. Patandzsali azonban a Jóga-szútráiban nem szentel túl sok figyelmet az ászanáknak. Itt az ászana az ülő helyzetre utal. A Jógának ezzel a részével főleg az úgynevezett Hatha-Jóga foglalkozik. A Rádzsa-Jóga, mint a Jóga lehetőségeinek summája, már mintegy feltételezi, hogy a Jóga tanulója a szükséges mértékben foglalkozott a Hatha-Jógával.
(4) Pránájáma: A lélegzet, a prána irányítása (légzéstechnikák). A pránájámát rendesen „lélegzetszabályozás"-nak vagy „lélegzőgyakorlatok"-nak fogják fel nyugaton, többnyire ilyen értelemben fordítják és alkalmazzák a Jógára vonatkozó munkákban is. De ez csak a másodlagos, közvetve alkalmazott értelme a kifejezésnek. Igazi értelme: uralom a prána fölött.
(5) Pratjáhára ("Befelé tekintés"): melynek során a tudat, érzékek és az érzékelés tárgyai nem lépnek kapcsolatba egymással. A pratjáhára az indriják (érzékek) visszavonását jelenti a tárgyakról. Az elme, amely megtisztult a jamák, nijamák és pránájáma gyakorlása által, elnyeli az érzékeket. Ezt követően az elme még inkább elcsendesül. A pratjáhára erőt ad a gyakorlónak. Amikor az indrijákat visszavontuk a tárgyakról, akkor tudjuk az elmét  egy bizonyos pontra rögzíteni. A pratjáhára és a következő lépcső, a dhárana szoros kapcsolatban állnak egymással.
(6) Dhárana ("Koncentráció"): A figyelem egyetlen dologra való összpontosítása.
(7) Dhjána ("Mély meditáció") : a figyelem egy dolgon vagy folyamaton való tartása hosszú ideig
(8) Szamádhi: Az Önvalóval való eggyéválás (transz, az abszolút való megismerése)
A jama és nijama előírásai a legfontosabb előfeltételei a meditáció gyakorlásának. Ezek elsajátítása nélkül nem tudjuk megvalósítani a rádzsa jógát. De arra sem várhatunk, hogy az összes jama és nijama előírást tökéletességre fejlesszük. Ezért szükséges, hogy gyakoroljuk őket és közben egyidejűleg végezzük a koncentrációt és a meditációt is annak ellenére, hogy a jama-nijama előírásokban még nem állapodtunk meg teljesen.
A dhárana, dhjána és szamádhi sokkal inkább belül zajló folyamatok, mint az őket megelőző jamák, nijamák, ászanák, pránájáma és pratjáhára. E három (dharana, dhjana, szamadhi) együttesen alkotják a szamjamát. Ebből a háromból áll a Rádzsa-Jóga antaranga szádhanája. A szamádhi, az Isten-megvalósítás a Rádzsa-Jóga végső célja.